# Кеменчежи, Мария Николаевна
Мари́я Никола́евна Кеменчежи́ (род. 28 декабря 1959, Вулканешты, Гагаузия, Етулия, Вулканештский район, Молдавская ССР), также известна по фамилии Мерчук — советская молдавская легкоатлетка, специалистка по барьерному бегу. Выступала за сборную СССР по лёгкой атлетике в 1970-х и 1980-х годах, обладательница серебряных медалей чемпионата Европы в помещении и Всемирной Универсиады, многократная победительница и призёрка первенств всесоюзного значения. Мастер спорта СССР международного класса.

## Биография
Мария Кеменчежи родилась 28 декабря 1959 года в Родилась в селе Етулия Вулканештского района Молдавской ССР.
Начала заниматься лёгкой атлетикой в 1974 году. Некоторое время проживала в Донецке, училась в Донецком техникуме физической культуры и спорта, выступала за добровольное спортивное общество «Авангард». На протяжении большей части спортивной карьеры жила и тренировалась в Кишинёве, окончила Кишинёвский педагогический институт (1985), состояла в спортивном обществе «Молдова».
Впервые заявила о себе на международном уровне в сезоне 1977 года, когда вошла в состав советской сборной и выступила на юниорском европейском первенстве в Донецке, где выиграла бронзовую медаль в беге на 100 метров с барьерами.
В 1981 году получила серебро в беге на 50 метров с барьерами на чемпионате Европы в помещении в Гренобле. Будучи студенткой, представляла Советский Союз на Всемирной Универсиаде в Бухаресте — здесь завоевала серебряную награду в 100-метровом барьерном беге. На чемпионате СССР в Москве превзошла всех соперниц в той же дисциплине.
В 1982 году в беге на 60 метров с барьерами выиграла серебряную медаль на зимнем чемпионате СССР в Москве и заняла шестое место на чемпионате Европы в помещении в Милане. На летнем чемпионате СССР в Киеве вновь была лучшей 100-метровом барьерном беге. На чемпионате Европы в Афинах финишировала пятой.
В 1983 году стала серебряной призёркой в барьерном беге на 60 метров на зимнем чемпионате СССР в Москве.
В 1984 году была третьей на зимнем чемпионате СССР в Москве, одержала победу на летнем чемпионате СССР в Донецке.
За выдающиеся спортивные достижения удостоена почётного звания «Мастер спорта СССР международного класса».
Впоследствии с сыном Александром Мерчуком (род. 1985) проживала в Москве, а в 2000 году получила российское гражданство. Учитель физической культуры и заместитель директора средней школы № 19 в Мытищах, Московская область.